# Колючая чопа
Колючая чопа (лат. Lagodon rhomboides) — вид лучепёрых рыб семейства спаровых.

## Описание
Тело несколько удлинённое, овальной формы, сжато с боков, покрыто ктеноидной чешуёй. Голова уплощённая, верхний профиль слабо наклонный. На челюстях резцы с глубокими выемками; жевательные зубы расположены в два ряда.
В спинном плавнике 12 жёстких и 11 мягких лучей. В боковой линии 65—70 чешуй. На нижней части первой жаберной дуги 13 жаберных тычинок.
Верхняя часть тела окрашена в оливковый цвет, бока голубоватые с жёлтыми полосками и 5—6 вертикальными полосами. Всё тело с серебристым оттенком. Плавники жёлтые. За верхним краем жаберной крышки имеется тёмное пятно.
Максимальная длина тела 40 см, обычно до 18 см; достигают массы 1,5 кг.

## Биология
Морские бентопелагические рыбы. Обитают на глубине до 100 м над скалистыми, коралловыми, ракушечными, песчаными и илистыми грунтами. Предпочитают участки с зарослями водной растительности. Выдерживают значительные колебания солёности воды; встречаются как в сильно опреснённых устьевых районах рек, так и в прибрежных лагунах с солёностью воды выше 70 ‰.

### Размножение
Впервые созревают в возрасте одного года при длине тела 8—10 см. В прибрежных водах США нерестятся с ноября до марта, а в Мексиканском заливе — с декабря по февраль. Нерест происходит в открытых водах, но не очень далеко от берега. Плодовитость варьируется от 7000 до 90000 икринок. Инкубационный период продолжается 48 часов. Длина тела у предличинок сразу после вылупления равняется 2,3 мм. Личиночная стадия заканчивается по достижении длины тела 12 мм. Растут довольно быстро, средняя длина тела годовиков 11,8 см, а двухгодовиков — 13,2 см.

## Ареал
Распространены в западной части Атлантического океана вдоль побережья Северной Америки от мыса Код до Флоридского пролива. Встречаются у Бермудских и Антильских островов, в Мексиканском заливе. Отсутствуют у Багамских островов.